# جمهورية أرمينيا ضد جمهورية أذربيجان
تطبيق الاتفاقية الدولية للقضاء على جميع أشكال التمييز العنصري (أرمينيا ضد أذربيجان) هي قضية محكمة في محكمة العدل الدولية، الجهاز القضائي الرئيسي للأمم المتحدة. عقدت جلسات الاستماع العامة بشأن طلب الإشارة إلى التدابير المؤقتة المقدمة من جمهورية أرمينيا في القضية المتعلقة بتطبيق الاتفاقية الدولية للقضاء على جميع أشكال التمييز العنصري يومي الخميس 14 والجمعة 15 أكتوبر 2021، في لاهاي. قصر السلام - مقر المحكمة.

## التهمة
دعت أرمينيا المحكمة إلى اتخاذ تدابير مؤقتة "على سبيل الاستعجال القصوى" من أجل "حماية أرمينيا والأرمن من مزيد من الأذى والحفاظ على حقوقهم، ولمنع تفاقم هذا النزاع أو تمديده" حتى المحكمة يحدد مزايا الادعاءات. بعض الادعاءات البارزة التي قدمتها أرمينيا ضد أذربيجان في هذه الحالة هي:
- "تعرض الأرمن للتمييز المنهجي والقتل الجماعي والتعذيب وسوء المعاملة".
- وأضاف أن "هذه الانتهاكات موجهة ضد أفراد من أصل إثني أو قومي أرمني بغض النظر عن جنسيتهم الفعلية".
- "عادت هذه الممارسات إلى الواجهة مرة أخرى في سبتمبر 2020، بعد عدوان أذربيجان على مرتفعات قره باغ وأرمينيا".
- "خلال ذلك النزاع المسلح ، ارتكبت أذربيجان انتهاكات جسيمة للاتفاقية الدولية للقضاء على جميع أشكال التمييز العنصري".
- "حتى بعد انتهاء الأعمال العدائية، في أعقاب وقف إطلاق النار الذي دخل حيز التنفيذ في 10 نوفمبر 2020، استمرت أذربيجان في ارتكاب جرائم القتل والتعذيب وغيرها من الانتهاكات بحق أسرى الحرب الأرمن والرهائن وغيرهم من المحتجزين."
- "فشلت جميع الجهود التي تبذلها أرمينيا بحسن نية لوضع حد لانتهاكات أذربيجان لاتفاقية القضاء على جميع أشكال التمييز العنصري بوسائل أخرى" [2]

## المسؤولون
ويمثل أرمينيا محام ونائب وزير العدل السابق في أرمينيا يغيشي كيراكوسيان، ويمثل أذربيجان نائب وزير الخارجية الأذربيجاني، إلنور محمدوف. تترأس القاضية جوان إي دونوجو القضية.

## ردود الفعل
أذربيجان: وأعقبت مطالبة أرمينيا مطالبة أذربيجان المضادة التي اتهمت أرمينيا بانتهاك المعاهدة نفسها. ومن المقرر عقد جلسات الاستماع في قضية أذربيجان بعد أسبوع من قضية أرمينيا.